# Шакловитый, Фёдор Леонтьевич
Фёдор Лео́нтьевич Шаклови́тый (Шаклови́той, Щеглови́той, Большо́й; середина 1640-х — 11 [21] октября 1689) — русский государственный деятель, думный дьяк (1676—1686), думный дворянин (1688), окольничий (1689), глава Стрелецкого приказа (1682—1689), сторонник и фаворит царевны Софьи Алексеевны.

## Биография
Выходец из брянских детей боярских. Сын дворянина московского Леонтия Андреевича Шакловитого. Родился в с. Новосёлки в 40 км от Брянска. Его отец, как и сам Фёдор Леонтьевич и его брат, служили подьячими брянской приказной избы.
В начале 1660-х гг. поступил на службу в подьячие Разрядного приказа и по видимому был самым молодым по возрасту из дьяков. В 1669 году вёрстан окладом 5 рублей.
С 1672/73 года не вёрстанный подьячий Приказа тайных дел. Возможно, он попал туда по чьей-либо протекции, но без некоторых административных дарований и собственной энергии не мог бы удержаться там вплоть до расформирования приказа, последовавшего за смертью царя Алексея Михайловича. В год поступления в Приказ Тайных дел был повёрстан вновь окладом в 22 рубля в год, который соответствовал окладу старого подьячего. В декабре 1675 года его оклад был повышен до 25 рублей.
В марте 1676 года пожалован в дьяки Разрядного приказа. где занял место четвёртого дьяка , после думных дьяков Д.М. Башмакова и В.Г. Семёнова и дьяка П.И. Ковелина. После того, как В.Г. Семёнов возглавил Приказ, Шакловитый передвинулся на третье место. Когда П.И. Ковелин ушёл из Приказа, то Шакловитый стал вторым разрядным дьяком. В ноябре этого же года получил поместье в Данкове, а в мае переписывал товары в Большой Казённой палате и раздавал их по приказам.
В 1676-1681 годах, во время русско-турецкой войны 1672-1681 годов активно занимался организацией русской армии.
В 1682 году входил в состав комиссии по составлению родословных книг. После прихода к власти царевны Софьи Алексеевны 27 августа 1682 г. пожалован в думные дьяки, оставаясь в том же Разрядном приказе. 7 декабря того же года пожалован — в думные дворяне.
В декабре 1682 становится думным дьяком Стрелецкого приказа, а в следующем году и возглавил его. Активный сторонник идеи возведения на престол царевны Софьи Алексеевны. Под его руководством была составлена панегирическая история регентства правительницы Софьи. 
В 1687 году по поручению царевны выяснил, что московский гарнизон стрелецкого войска благожелательно воспримет её возможное венчание на царство.
15 июня 1689 года становится окольничим и наместником Вяземским. В начале августа этого же года получив сведения о якобы готовящемся нападении на Московский кремль потешных конюхов "младшего" царя Петра I, усиливает охрану Москвы, чем, в свою очередь, спровоцировал бегство Государя из села Преображенского в Троице-Сергиев монастырь. В августе 1689 года предпринял попытку организовать выступление московских стрельцов против Петра I. После прибытия к Петру Алексеевичу в монастырь из столицы многих московских чинов (свыше 120 человек) и стрельцов (свыше 900 человек различного ранга) по приговору Боярской думы от 03 (13).09.1689 года Шакловитый через несколько дней доставлен под стражей в Троице-Сергиев монастырь.
Согласно выводам следствия, произведённого по царскому приказу в августе-сентябре, Шакловитый организовал заговор в пользу царевны Софьи Алексеевны и "старшего" царя Ивана V Алексеевича с целью убийства Петра I, его матери царицы Натальи Кирилловны Нарышкиной и ряда лиц из их ближайшего окружения (например князя Б.А. Голицына). Бояре 11 (21) сентября признали Шакловитого виновным в "злых воровских умыслах и делах".
Казнён вместе с двумя сообщниками 11 октября 1689 года на площади у Троице-Сергиева монастыря, где и был похоронен спустя две недели. 
С. М. Соловьёв пишет: «11 октября Шакловитый, Петров и Чермный были казнены смертию».                                       Н. Костомаров также пишет: «11 октября, в 10 часов вечера, против Лавры, у большой дороги, вывели преступников на смертную казнь при большом стечении народа. Шакловитому отрубили голову топором». Вместе с Шакловитым, Петровым и Чермным собирались казнить ещё четырёх стрельцов, но их простили на плахе, заменив приговор на кнут и вечную ссылку в Сибирь (а трём из них, кроме того, вырезали языки). Серебряный образ чудотворца Николая, который был на нём во время казни, по указу царей Ивана V и Петра I Алексеевичей, от 03 октября 1689 года переданы церкви Вознесения Господня в Стрелецкой слободе, Троице-Сергиева монастыря.
В Москве до наших дней сохранился дом Ф.Л. Шакловитого, построенный им в пору его могущества и находится в Шубинском переулке, внутри квартала. Первые два этажа дома были каменные, третий, по русской традиции, деревянным. Разумеется, в последующие века дом перестраивался, но общий его объём, декор и следы оконных наличников XVII века хорошо просматриваются и сейчас, хотя здание находится в руинированном состоянии. До этого, в 1670-1671 годах он жил в другом районе столицы, в Белом городе, между Сретенкой и Покровкой.
Известно, что Ф.Л. Шакловитый имел вотчину в Дмитрове.
У Б.И. Куракина приведены позднейшие слухи о том, что между Софьей и Шакловитовым существовала плотская связь, но свидетельства времени её правления не подтверждают этого.

### Герб Ф. Л. Шакловитого
Когда начался розыск по делу Ф. Л. Шакловитого, то к допросу был привлечён ахтырский полковник Иван Перекрёстов, который показал, что жили на дворе Шакловитого у Девичьего монастыря, Ян Богдановский и Тарасевич, которые печатали на листах персону царевны Софьи Алексеевны, да герб Фёдора Шакловитого. В современной иконографии сохранилась единственная гравюра с гербом Ф. Шакловитого: В щите обращённый влево — лев, держащий в лапах лавровый венок, перевитый лентою с продетыми через него перекрещенными булавою и мечем. Сверху солнечное сияние. В нашлемнике рука в латах, держащая булаву и меч щита. С обеих сторон щита: знамёна, пушки, литавры, оружие и прочая воинская арматура.

## Художественный образ
- Образ Шакловитого появляется в романе А. Н. Толстого «Пётр I», где Шакловитый описан, как верный сподвижник царевны Софьи, жёсткий, беспощадный, готовый на любые меры ради сохранения власти Софьи.
- В современной литературе образ Шакловитого встречается в романе Руфина Гордина «Игра судьбы», пьесе Бориса Акунина «Убить змеёныша».
- В кино Шакловитого играли Вадим Спиридонов («Юность Петра», 1980), Карл Дюринг («Петр Великий», 1986) и Александр Бухаров («Государь», 2025).
- Персонаж оперы Модеста Петровича Мусоргского «Хованщина», который носит фамилию «Шакловитый», не имеет ничего общего с историческим прототипом.